# داني لورينز
داني لورينز هو لاعب هوكي الجليد كندي، ولد في 12 ديسمبر 1969 في Metro Vancouver Regional District ‏ في كندا.

## وصلات خارجية
- داني لورينز على موقع دوري الهوكي الوطني (الإنجليزية)
- داني لورينز على موقع EliteProspects.com (الإنجليزية)
- داني لورينز على موقع Eurohockey.com (الإنجليزية)
- داني لورينز على موقع HockeyDB.com (الإنجليزية)